# 第10通信大隊
第10通信大隊（だいじゅうつうしんだいたい、JGSDF 10th Signal Battalion）は、陸上自衛隊守山駐屯地（愛知県名古屋市守山区）に駐屯する第10師団隷下のシステム通信科部隊である。

## 概要
第10通信大隊長は2等陸佐で、第10師団司令部の通信課長を兼任し、第10師団のシステム通信組織の構成・維持・運営および写真・映像処理等を実施する。
1958年（昭和33年）6月に第10混成団編成により、第10通信中隊として伊丹駐屯地において新編。1962年（昭和37年）1月に第10混成団の第10師団への改編により、第10通信大隊に守山駐屯地で改編。

## 沿革
第10通信中隊
- 1958年（昭和33年）
  - 6月25日：第10通信中隊が伊丹駐屯地で新編。
  - 6月26日：第10通信中隊が伊丹駐屯地から久居駐屯地に移駐。
- 1959年（昭和34年）6月3日：第10通信中隊が久居駐屯地から守山駐屯地に移駐。

第10通信大隊
- 1962年（昭和37年）1月18日：第10通信中隊が第10通信大隊に守山駐屯地で改編。
- 1966年（昭和41年）4月2日：大隊改編。音楽隊（33名）を編入[1]。
- 1975年（昭和50年）8月1日：大隊改編。音楽隊が第10音楽隊として独立新編[1]。
- 2004年（平成16年）
  - 3月27日：後方支援体制変換に伴い、整備部門を第10後方支援連隊第1整備大隊通信電子整備隊へ移管。
  - 3月29日：補給整備小隊を廃止[1]。
- 2014年（平成26年）3月26日：大隊改編。
- 2016年（平成28年）5月26日：伊勢志摩サミット支援。
- 2017年（平成29年）3月27日：大隊改編（野外通信システムの導入）。

## 部隊編成
- 第10通信大隊本部
- 本部管理中隊「10通-本」
- 第1通信中隊「10通-1」
- 第2通信中隊「10通-2」

## 整備支援部隊
- 第10後方支援連隊第1整備大隊通信電子整備隊「10後支-1整-通」（守山駐屯地）：2004年（平成16年）3月27日から

## 主要装備
- 野外通信システム
- 師団通信システム
- 衛星単一通信可搬局装置 JMRC-C4
- 衛星単一通信携帯局装置 JPRC-C1
- 1/2tトラック / 73式小型トラック
- 1 1/2tトラック / 73式中型トラック
- 3 1/2tトラック / 73式大型トラック
- 89式5.56mm小銃
- 12.7mm重機関銃M2